# Due diligence
Due Diligence, дью-ди́лидженс (англ. due diligence «должная добросовестность») — процедура составления объективного представления об объекте инвестирования, включающая в себя оценку инвестиционных рисков, независимую оценку объекта инвестирования, всестороннее исследование деятельности компании, комплексную проверку её финансового состояния и положения на рынке. Проводится обычно перед началом покупки бизнеса, осуществлением сделки по слиянию (присоединению), подписанием контракта или сотрудничеством с этой компанией.
Чаще всего термин используется в финансах и праве. Метод состоит из сбора и анализа информации, принятия решения и формы его подачи относительно целесообразности вступления в те или иные взаимоотношения с контрагентами. С помощью due diligence оцениваются возможные риски (например финансовые, юридические и т. д.) При сборе информации учитывается любая информация, независимо от источников её происхождения. Изучение полученной информации делается различными специалистами по отдельности, затем делается сводный анализ. Решение принимается экспертами due diligence отдельно от заказчика. Форма подачи бывает развёрнутой (с приложением отдельных промежуточных выводов специалистов, источников информации), или в виде краткой рекомендации о дальнейших действиях.
В более широком смысле понятие due diligence применяется в английском языке как противоположность халатности или злоупотребления, может использоваться для юридической или морально-этической оценки деятельности субъекта.

## Основные источники исследования

### Документы
- Корпоративные документы (регламенты, протоколы) — смена контроля, предыдущие сделки, затрагивающие капитал.
- Финансовая отчётность — детальное исследование активов, существующих долгов, арендных платежей, пенсионных отчислений, договорённостей с аффилированными лицами и потенциальных обязательств.
- Технические отчёты — исследование экологических и иных проблем, способных повлечь крупные затраты.
- Рыночные исследования/Отчёты о продукции компании.
- Основные нематериальные активы: патенты, товарные знаки, торговые наименования и авторские права; лицензии.
- Основные материальные активы: закладные, правоустанавливающие документы на недвижимость и личное имущество, идентификация недвижимости и активов.
- Контракты: соглашения о поставке и купле/продаже, контракты со служащими и консультантами, аренда, лицензионные и франчайзинговые соглашения, кредитные соглашения, соглашения с акционерами, спонсорские соглашения, трудовые соглашения, соглашения с менеджментом, соглашения об обеспечении или иные соглашения, предоставляющие другим сторонам право на приобретение активов компании; соглашения о продажах и гарантиях на продукцию; соглашения о поглощении; планы социального обеспечения; коллективные пенсионные планы; план отсроченных компенсаций и опционы на покупку акций компании.
- Страховые полисы.

### Менеджмент компании
- Информация о финансах и владельцах
- Судебные дела

### Внешние источники
Информация о рынке и капитале. Исследования рынка и продукции. Подтверждение информации о капитале компании. Проверка обременений. Проверка кредитора.

### Другое
Изучение патентов и товарных знаков (поиск возможных нарушений прав на продукцию или товарные наименования). Подтверждение хорошего финансового положения всех филиалов корпорации, функционирующих или нет. Изучение титулов собственности/страхование приобретения титула. Оценки принадлежащей компании недвижимости и её улучшений. Любые оценки оборудования, сделанные страховыми компаниями или для них.

## Участники дью-дилидженс
Проверка может быть проведена как самим покупателем, так и с привлечением консультантов и экспертов. Команда обязательно должна включать финансовый/бухгалтерский и юридический персонал, но в неё также могут входить экономисты, инженеры, эксперты по экологии и другие специалисты. Успешное проведение процедуры «Дью Дилидженс» зависит от чёткой и слаженной работы оценщиков, аудиторов и юристов, а также от своевременного представления достоверной информации продавцом.
Классическая процедура «Due Diligence» («дью дилидженс») по утверждению современного экономиста Вишневецкого А. В. (последователь Абалкина Леонида Ивановича) осуществляется следующими специалистами в три этапа:
1. Выполнение задач на 1-м этапе осуществляется аудиторами. Работа аудиторов заключается во всестороннем анализе состояния системы внутреннего контроля, структуры выручки и затрат, степени риска применяемых налоговых схем, анализе основных средств, нематериальных активов, финансовых вложений, дебиторской и кредиторской задолженности, заемных и собственных средств, достоверности отчетности. Отчёт о финансовой экспертизе содержит рекомендации по минимизации рисков при переходе права собственности на объект.
2. Выполнение целей 2-го этапа достигается работой оценщиков. Они определяют, какова цена на рынке на данный объект и на аналогичные предприятия, оценивают риски в зависимости от цели покупки: для использования в существующем направлении, для последующего перепрофилирования (полностью или частично), для объединения с имеющимся бизнесом заказчика. По итогам работы оценщиками составляется отчёт об оценке бизнеса, активов компании.
3. Задачи на 3-м этапе выполняются юристами. Юристы оценивают правовые основы создания и осуществления деятельности организации: учредительные документы, состав акционеров (участников), как проводятся собрания акционеров и как выполняются решения, принятые на собраниях; на чём базируются имущественные и трудовые отношения, как исполняются обязательства по договорам.

По завершении всех трёх этапов командной работы, направленной на всестороннюю проверку законности и коммерческой привлекательности планируемой сделки или инвестиционного проекта, на основании предоставленной и обработанной информации, исполнителем процедуры «Due Diligence» генерируется заключение (отчёт, репорт), позволяющее инвесторам сделать выводы и оценить все преимущества и недостатки анализируемого сотрудничества, так необходимых для последующих решений.